# Hägersten-Älvsjö stadsdelsområde
Hägersten-Älvsjö är ett stadsdelsområde i Söderort i Stockholms kommun. Stadsdelsområdet omfattar stadsdelarna Aspudden, Fruängen, Gröndal, Herrängen, Hägersten, Hägerstensåsen, Liljeholmen, Liseberg, Långbro, Långsjö, Midsommarkransen, Mälarhöjden, Solberga, Västberga, Västertorp, Älvsjö och Örby Slott
Hägersten-Älvsjö bildades den 1 juli 2020 då Hägersten-Liljeholmen och Älvsjö stadsdelsområde slogs samman enligt beslut av kommunfullmäktige 20 april 2020.